# Lessiri
Lessiri est une localité située au sud-ouest de la Côte d'Ivoire et appartenant au département de Soubré, dans la Région du Bas-Sassandra.
La localité de Lessiri est un chef-lieu de commune.